# Гілман (Міннесота)
Гілман (англ. Hillman) — місто (англ. city) в США, в окрузі Моррісон штату Міннесота. Населення — 23 особи (2020).

## Географія
Гілман розташований за координатами 46°0′28″ пн. ш. 93°53′19″ зх. д. / 46.00778° пн. ш. 93.88861° зх. д. (46.007719, -93.888495).  За даними Бюро перепису населення США в 2010 році місто мало площу 1,42 км², уся площа — суходіл. В 2017 році площа становила 1,61 км², уся площа — суходіл.

## Демографія
Згідно з переписом 2010 року, у місті мешкало 38 осіб у 15 домогосподарствах у складі 12 родин. Густота населення становила 27 осіб/км².  Було 18 помешкань (13/км²).
Расовий склад населення:
| - 100,0 % — білих |

До двох чи більше рас належало 0,0 %. Частка іспаномовних становила 0,0 % від усіх жителів.
За віковим діапазоном населення розподілялося таким чином: 28,9 % — особи молодші 18 років, 57,9 % — особи у віці 18—64 років, 13,2 % — особи у віці 65 років та старші. Медіана віку мешканця становила 37,0 року. На 100 осіб жіночої статі у місті припадало 72,7 чоловіків;  на 100 жінок у віці від 18 років та старших — 92,9 чоловіків також старших 18 років.
Середній дохід на одне домашнє господарство  становив 48 175 доларів США (медіана — 53 750), а середній дохід на одну сім'ю — 62 260 доларів (медіана — 70 625). За межею бідності перебувало 15,4 % осіб, у тому числі 18,2 % дітей у віці до 18 років та 33,3 % осіб у віці 65 років та старших.
Цивільне працевлаштоване населення становило 9 осіб. Основні галузі зайнятості: мистецтво, розваги та відпочинок — 33,3 %, виробництво — 22,2 %, освіта, охорона здоров'я та соціальна допомога — 22,2 %.